# La Granja (Chili)
Pour les articles homonymes, voir La Granja.
La Granja est une commune du Chili, située dans la province et la région métropolitaine de Santiago.

## Géographie

### Situation

Localisation de La Granja (en rouge) au sein de l'agglomération de Santiago.

La commune s'étend sur 10 km2 au sud-est de l'agglomération de Santiago.

## Histoire
Les franciscains ont joué un grand rôle dans l'histoire de la ville sur le territoire de laquelle ils ont édifié une première chapelle en 1825 qui fut démolie en 1901 et remplacée en 1908 par l'église actuelle située sur le territoire de la commune de San Ramón.
La commune est créée le 18 novembre 1892 sur un territoire bien plus vaste que l'actuel dont une partie est détachée en 1925 pour créer la commune de La Cisterna. Deux ans plus tard, c'est cette dernière qui annexe La Granja, qui est rétablie par la loi 6358 du 13 juillet 1939. Enfin, La Pintana et San Ramón sont détachées et érigées en communes distinctes en 1984.

## Population et société

### Démographie
La population s'élevait à 120 328 habitants pour une densité de 12 033 hab./km² en 2012 et à 116 571 habitants en 2017. 

## Politique et administration
La commune est dirigée par un maire et huit conseillers élus pour un mandat de quatre ans. Les dernières élections ont eu lieu les 26 et 27 octobre 2024. 
| Période                                  | Période         | Identité                 | Étiquette | Qualité |
| ---------------------------------------- | --------------- | ------------------------ | --------- | ------- |
| Les données manquantes sont à compléter. |                 |                          |           |         |
| 1er août 1989                            | 1er août 1992   | Juan Espina Montecinos   |           |         |
| 1er août 1992                            | 6 décembre 2012 | Claudio Arriagada Macaya | DC        |         |
| 6 décembre 2012                          | 6 décembre 2024 | Felipe Delpin Aguilar    | DC        |         |
| 6 décembre 2024                          | en fonction     | Claudio Arriagada Macaya | Ind.      |         |

## Culture et patrimoine
Sur le territoire de la commune se trouve le parc du Brésil, un des plus grands espaces verts de la capitale, couvrant 51 hectares, dans lequel se trouve le musée interactif Mirador, consacré aux sciences et à la culture avec une approche interactive.

## Transports
Deux autoroutes urbaines traversent la commune : le périphérique sud Vespucio d'ouest en est et Acceso Sur, un axe nord sud. 
La commune est desservie par les deux stations La Granja et Santa Rosa de la ligne 4A du métro de Santiago, ainsi que par le réseau d'autobus Red de l'agglomération de Santiago. Ceux-ci disposent de deux couloirs réservés sur les avenues Santa Rosa et Las Industrias. La Granja dispose également de 6,5 kilomètres de pistes cyclables.

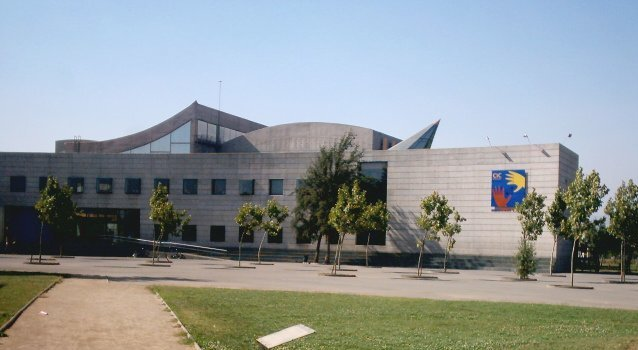
Musée interactif Mirador.
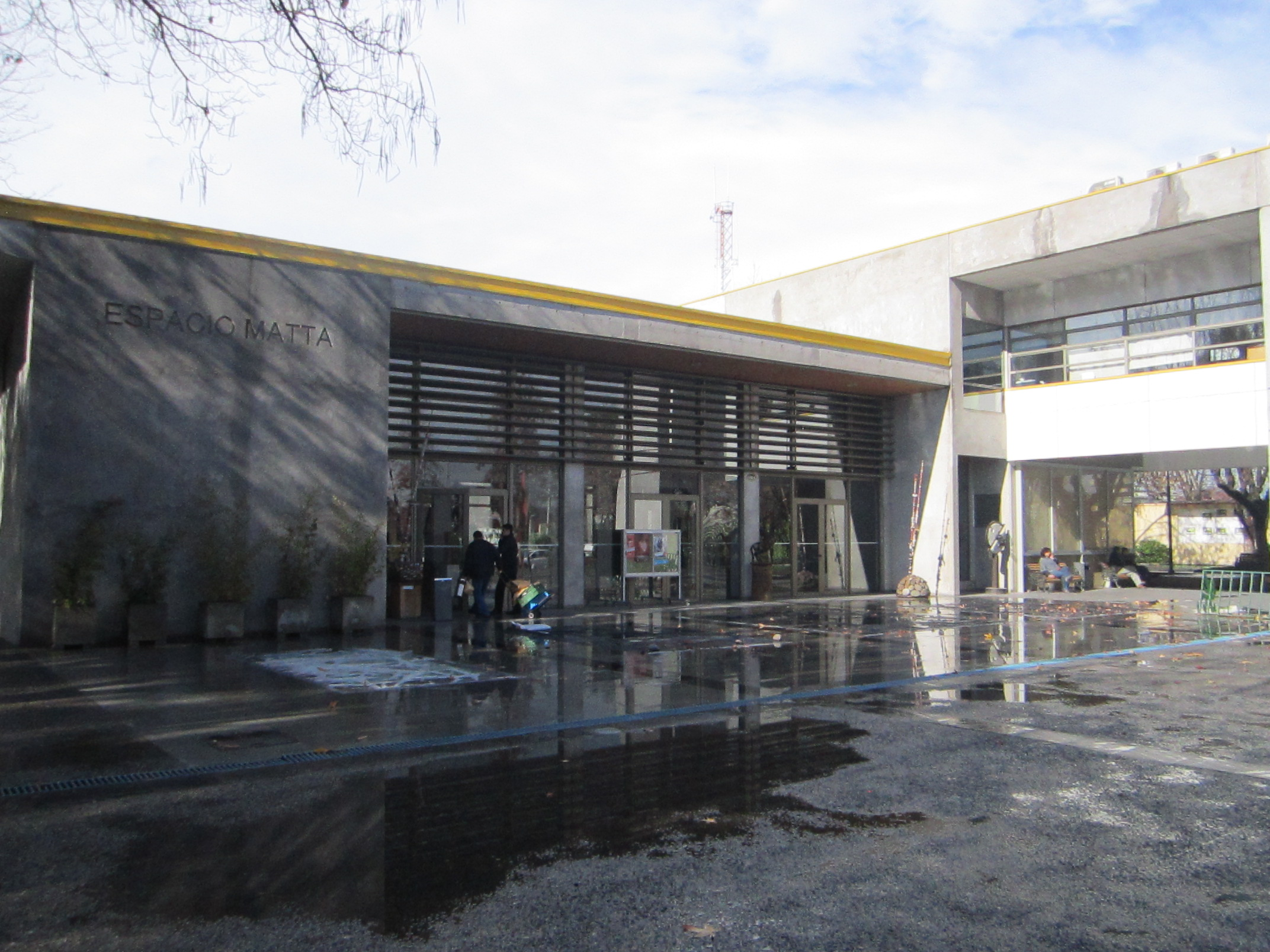
Espace Matta, centre culturel.